# Roiffé
Roiffé – miejscowość i gmina we Francji, w regionie Nowa Akwitania, w departamencie Vienne.
Według danych na rok 1990 gminę zamieszkiwały 593 osoby, a gęstość zaludnienia wynosiła 24 osoby/km² (wśród 1467 gmin regionu Poitou-Charentes, Roiffé plasuje się na 494. miejscu pod względem liczby ludności, natomiast pod względem powierzchni na miejscu 264.).